# 랑 아롱디스망
랑 아롱디스망(프랑스어: Arrondissement de Laon)은 오드프랑스 레지옹의 엔 데파르트망에 있는 프랑스의 아롱디스망이다. 9개의 캉통과 108개의 코뮌이 있다.

## 행정 구역

### 캉통
랑 아롱디스망에 속해 있는 캉통은 다음과 같다. 2015년에 개편되었다.
1. 쇼니
2. 페랑타르드누아
3. 귀니쿠르
4. 랑 1
5. 랑 2
6. 마를 (일부)
7. 테르니에 (일부)
8. 베르뱅 (일부)
9. 빅쉬렌 (일부)

### 코뮌
샤토티에리 아롱디스망에 속해 있는 코뮌과 INSEE 코드는 다음과 같다.
1. 아베쿠르 (02001)
2. 아셰리 (02002)
3. 아니쿠르테세셸 (02004)
4. 아귈쿠르 (02005)
5. 에젤 (02007)
6. 아미퐁텐 (02013)
7. 아미니루이 (02014)
8. 앙들렌 (02016)
9. 앙귈쿠르르사르 (02017)
10. 아니지르샤토 (02018)
11. 아르숑 (02021)
12. 아랑시 (02024)
13. 아시쉬르세르 (02027)
14. 아티수라옹 (02028)
15. 오비니앙라오누아 (02033)
16. 오디니쿠르 (02034)
17. 올누아수라옹 (02037)
18. 레조텔 (02038)
19. 오트르망쿠르 (02039)
20. 오트르빌 (02041)
21. 베탕쿠르탕보 (02081)
22. 바랑통뷔니 (02046)
23. 바랑통셀 (02047)
24. 바랑통쉬르세르 (02048)
25. 바리시조부아 (02049)
26. 바골졸레르 (02052)
27. 보몽탕베인 (02056)
28. 보리외 (02058)
29. 보토 (02059)
30. 베를리즈 (02069)
31. 베리외 (02072)
32. 베리오바 (02073)
33. 베르토쿠르테푸르동 (02074)
34. 베르트리쿠르 (02076)
35. 베메 (02078)
36. 베니이루아지 (02080)
37. 비에브르 (02088)
38. 비샹쿠르 (02086)
39. 블레랑쿠르 (02093)
40. 부아레파르니 (02096)
41. 봉쿠르 (02097)
42. 보몽쉬르세르 (02101)
43. 부콩빌보클레르 (02102)
44. 보피녜뢰 (02104)
45. 부르케코맹 (02106)
46. 부르귀뇽수쿠시 (02107)
47. 부르귀뇽구몽바뱅 (02108)
48. 브랑쿠르탕라오누아 (02111)
49. 브레이앙라오누아 (02115)
50. 브리 (02122)
51. 브륀아멜 (02126)
52. 브뤼예르제몽베로 (02128)
53. 뷔시레세르니 (02132)
54. 뷔시레피에르몽 (02133)
55. 카이유엘크레피니 (02139)
56. 카멜랭 (02140)
57. 코몽 (02145)
58. 세르니앙라오누아 (02150)
59. 세르니레뷔시 (02151)
60. 세시에르 (02153)
61. 샤티용레송 (02169)
62. 셰레 (02177)
63. 셰리레푸이 (02180)
64. 셰리레로즈와이 (02181)
65. 셸부아 (02155)
66. 샬랑드리 (02156)
67. 샹브리 (02157)
68. 샤무이유 (02158)
69. 샹 (02159)
70. 샤우르스 (02160)
71. 샤르므 (02165)
72. 쇼다르드 (02171)
73. 쇼니 (02173)
74. 셰르미지엘 (02178)
75. 슈브르니 (02183)
76. 시브르장라오누아 (02189)
77. 시비레제투벨 (02191)
78. 시이 (02194)
79. 클라시에티에레 (02196)
80. 클레르몽레페름 (02200)
81. 콜리지크랑들렌 (02205)
82. 코망숑 (02207)
83. 콩스브뢰 (02208)
84. 콩데쉬르쉬프 (02211)
85. 콩드랑 (02212)
86. 코르베니 (02215)
87. 쿠시레제프 (02218)
88. 쿠시라빌 (02219)
89. 쿠시르샤토오프리크 (02217)
90. 쿠르브 (02222)
91. 쿠르트리지에퓌시니 (02229)
92. 쿠브롱에토망쿠르 (02231)
93. 크레시오몽 (02236)
94. 크레시쉬르세르 (02237)
95. 크레피 (02238)
96. 크라온 (02234)
97. 크라오넬 (02235)
98. 퀴리외 (02248)
99. 퀴리레쇼다르드 (02250)
100. 퀴리레지비에 (02251)
101. 퀴시에주니 (02252)
102. 다니랑베르시 (02256)
103. 다니지 (02260)
104. 데르시 (02261)
105. 되이예 (02262)
106. 디지르그로 (02264)
107. 드와이 (02265)
108. 돌리뇽 (02266)
109. 에불로 (02274)
110. 에프 (02282)
111. 에를롱 (02283)
112. 에투벨 (02294)
113. 에베르니쿠르 (02299)
114. 포코쿠르 (02301)
115. 라페르 (02304)
116. 페스티외 (02309)
117. 포랑브레 (02318)
118. 푸르드랭 (02329)
119. 프렌 (02333)
120. 프르상쿠르 (02335)
121. 프리에르페이유엘 (02336)
122. 프루아몽코아르티유 (02338)
123. 기지 (02346)
124. 구들랑쿠르레베리외 (02349)
125. 구들랑쿠르레피에르몽 (02350)
126. 그랑뤼페페 (02353)
127. 그랑리외 (02354)
128. 귀니쿠르 (02360)
129. 귀브리 (02362)
130. 귀니 (02363)
131. 귀양쿠르 (02364)
132. 쥐망쿠르 (02395)
133. 쥐미니 (02396)
134. 주뱅쿠르테다마리 (02399)
135. 랑드리쿠르 (02406)
136. 라니쿠르 (02407)
137. 라옹 (02408)
138. 라피옹 (02409)
139. 라발랑라오누아 (02413)
140. 뢰이수쿠시 (02423)
141. 리베르발 (02429)
142. 리스노트르담 (02430)
143. 리즈 (02431)
144. 릴레 (02433)
145. 리지 (02434)
146. 로르 (02440)
147. 마슈쿠르 (02448)
148. 메지 (02453)
149. 라말메종 (02454)
150. 마니샹 (02456)
151. 마르셰 (02457)
152. 마르시수마를 (02460)
153. 마레당쿠르 (02461)
154. 마를 (02468)
155. 마르티니쿠피에르 (02471)
156. 모르니양아유 (02472)
157. 메요 (02473)
158. 만시 (02474)
159. 만빌 (02475)
160. 메리외에푸케롤 (02478)
161. 메브레쿠르리슈쿠르 (02480)
162. 뫼리발 (02482)
163. 미시레피에르몽 (02486)
164. 몰랭샤르 (02489)
165. 마농퇴이 (02490)
166. 몽소레뢰 (02492)
167. 몽소르와 (02493)
168. 몽장라오누아 (02497)
169. 몽테귀 (02498)
170. 몽바뱅 (02499)
171. 몽샬롱 (02501)
172. 몽코르네 (02502)
173. 몽테노 (02508)
174. 몽티니르프랑 (02513)
175. 몽티니수마를 (02516)
176. 몽티니쉬르크레시 (02517)
177. 몽루에 (02519)
178. 모르니양티에라슈 (02526)
179. 모르티에 (02529)
180. 물랭 (02530)
181. 무시베르뇌이 (02531)
182. 뮈쿠르 (02534)
183. 뇌프샤텔쉬렌 (02541)
184. 뇌플리외 (02542)
185. 라뇌빌보몽 (02545)
186. 라뇌빌앙벤 (02546)
187. 뇌빌쉬렐트 (02550)
188. 니지르콩트 (02553)
189. 누아르쿠르 (02556)
190. 누비옹네카티용 (02559)
191. 누비옹르콩트 (02560)
192. 누비옹르비뇌 (02561)
193. 외위이 (02565)
194. 오뉴 (02566)
195. 오랭빌 (02572)
196. 오르주발 (02573)
197. 울슈라발레풀롱 (02578)
198. 페시 (02582)
199. 팡시쿠르트콩 (02583)
200. 파르퐁드발 (02586)
201. 파르퐁드뤼 (02587)
202. 파르냥 (02588)
203. 파르니레부아 (02591)
204. 피에르망드 (02599)
205. 피에르퐁 (02600)
206. 피니쿠르 (02601)
207. 피농 (02602)
208. 플르와야르테보르센 (02609)
209. 퐁생마르 (02616)
210. 퐁타베르 (02613)
211. 푸이쉬르세르 (02617)
212. 프레몽트레 (02619)
213. 프렐제티에르니 (02621)
214. 프루베 (02626)
215. 프로비죄에플레느와이 (02627)
216. 퀴에르지 (02631)
217. 퀴앙시바스 (02632)
218. 레이몽 (02634)
219. 레미 (02638)
220. 렌발 (02641)
221. 레시니 (02642)
222. 로제쿠르 (02651)
223. 루시 (02656)
224. 루브르와이쉬르세르 (02660)
225. 르와이오쿠르테셸베 (02661)
226. 로즈와이쉬르세르 (02666)
227. 생토뱅 (02671)
228. 생테름우트르에람쿠르 (02676)
229. 생고뱅 (02680)
230. 생니콜라조부아 (02685)
231. 생폴로부아 (02686)
232. 생피에르몽 (02689)
233. 생토마 (02696)
234. 생트크루아 (02675)
235. 생트주느비에브 (02678)
236. 생트프뢰브 (02690)
237. 사무시 (02697)
238. 셀랑 (02704)
239. 라셀브 (02705)
240. 세보 (02707)
241. 세르베 (02716)
242. 생스니 (02719)
243. 시손 (02720)
244. 수아즈 (02723)
245. 송제롱셰르 (02727)
246. 쉬지 (02733)
247. 타보에퐁세리쿠르 (02737)
248. 테르니에 (02738)
249. 티에르뉘 (02742)
250. 르튀엘 (02743)
251. 툴리제타탕쿠르 (02745)
252. 트라베시 (02746)
253. 트로리루아 (02750)
254. 트뤼시 (02751)
255. 위니르게 (02754)
256. 위르셀 (02755)
257. 바리쿠르 (02761)
258. 바상 (02762)
259. 바소뉴 (02764)
260. 보셀제베프쿠르 (02765)
261. 복세용 (02768)
262. 방레스볼느 (02778)
263. 베르뇌이수쿠시 (02786)
264. 베르뇌이쉬르세르 (02787)
265. 베르시니 (02788)
266. 벨제코몽 (02790)
267. 베뤼 (02791)
268. 비뇌오케 (02801)
269. 라빌오부아레디지 (02802)
270. 라빌오부어레퐁타베르 (02803)
271. 빌퀴에로몽 (02807)
272. 뱅시뢰일리에마니 (02819)
273. 비이누뢰유 (02820)
274. 비베즈 (02821)
275. 보르주 (02824)
276. 보옌 (02827)
277. 위시니쿠르 (02834)